# 木谷龍吉
木谷 龍吉（きたに りゅうきち、1902年（明治35年）12月8日 - 没年不明は、日本の技術者（化学者）。

## 経歴
福井県敦賀郡（現：敦賀市）出身。東京高等工業学校応用化学科（現：東京科学大学）を卒業し、東京電気株式会社（現：東芝）に入社。東芝マツダ研究所の主任研究員を務め、東芝の電球ブランド「マツダ」の化学的基礎研究を行った。
1936年（昭和11年）に照明学会発達調査委員会の委員となる。。

## 親族・知人
父は敦賀二十五銀行主任の木谷滋治郎。従兄弟は旅順工科大学教授の木谷要一。
東京電気入社直後は親族で外務省の成田五郎宅に居住していた。

## 論文・研究成果
- 木谷龍吉, and 宮崎實蔵. "加工研究の概要" 合成ゴム研究報告 日本学術振興会（1941）pp. 64-65
- 木谷龍吉, and 金子秀男. "ゴム重合研究に於ける屈折率の2,3の応用" 合成ゴム研究報告 日本学術振興会（1941）pp. 61-63
- 木谷龍吉, and 久保田力. "ラマン効果に依るクロロプレン重合の研究" 合成ゴム研究報告 日本学術振興会（1941）pp. 59-60
- 木谷龍吉, and 木村清. "モノビニルアセチレンの加壓液化" 合成ゴム研究報告 日本学術振興会（1941）pp. 57-58
- 木谷龍吉, and 木村清. "モノビニルアセチレンキシロール溶液の上記分壓" 合成ゴム研究報告 日本学術振興会（1941）pp. 54-56
- 木谷龍吉, and 森田浩. "モノビニールアセチレン合成洋接着剤の研究." マツダ研究時報 第15巻 第4号（1940）pp. 118-121
- 木谷龍吉, and 木村清. "ブタジエンの加壓液化." マツダ研究時報 第15巻 第3号（1940）pp. 72-74
- 木谷龍吉. "電球内残溜ガスの研究." 工業研究輯覧 第3号 (1936)
- 木谷龍吉. "超音波の化学的研究." 工業研究輯覧 第3号 (1936)

## 特許
- 木谷龍吉, and 高島直一. "乳化法重合物の凝固方法."　第1975号（昭和17年5月5日）

## 書籍
- 『照明年報 昭和12年版』6.2. 放電燈材料 6.3. 照明器具材料 pp. 26-28